# Frykeruds landskommun
Frykeruds landskommun var en tidigare kommun i Värmlands län.

## Administrativ historik
När 1862 års kommunalförordningar trädde i kraft inrättades i Frykeruds socken i Kils härad i Värmland då denna kommun.
Vid kommunreformen 1952 kvarstod kommunen oförändrad.
År 1971 uppgick den i Kils kommun.

### Kyrklig tillhörighet
I kyrkligt hänseende tillhörde kommunen Frykeruds församling.

## Geografi
Frykeruds landskommun omfattade den 1 januari 1952 en areal av 147,07 km², varav 136,82 km² land.

### Tätorter i kommunen 1960
I Frykeruds landskommun fanns den 1 november 1960 ingen tätort. Tätortsgraden i kommunen var då alltså 0,0 procent.

## Politik

### Mandatfördelning i valen 1938-1966
| 5 | 14 | 4 | 2 |

| 25 |

| 6 | 4 | 8 | 6 |  |

| 25 |

| 6 |  | 11 | 5 | 2 |

| 25 |

| 5 | 11 | 7 | 2 |

| 23 |

| 5 | 10 | 7 | 3 |

| 23 |

| 6 | 10 | 6 | 3 |

| 23 |

| 6 | 10 | 6 | 3 |

| 23 |

| 5 | 9 | 6 | 5 |

| 22 |